# سیلویو کلمنتلی
سیلویو کلمنتلی (ایتالیایی: Silvio Clementelli؛ ‏ ۲۸ اکتبر ۱۹۲۶ – ۴ دسامبر ۲۰۰۱) تهیه‌کننده فیلم اهل ایتالیا بود.
از فیلم‌هایی که وی در آن‌ها نقش داشته‌است، می‌توان به عشاق و دیگر وابستگان و بداندیش ۲۰۰۰ اشاره نمود.